# Лична карта Италије
Лична карта је јавна исправа којом житељи Италије доказују идентитет. 
Лична карта служи и као доказ о другим чињеницама које су у њој садржане. 
Италијанска лична карта може да служи и као путна исправа за земље ЕУ-а уместо пасоша.
Личну карту Републике Италије могу добити сви становници који раде и живе у италијанској држави но само они који поседују држављанство могу да користе личну карту као путну исправу.
Италијански држављани, захваљујући посебним споразумом између Београда и Рима, могу да уђу у Србију само са личном картом.

## Страница са идентификационим подацима
Италијанска лична карта садржи следеће податке о своме носиоцу:
1. Општина издавања личне карте
2. Име
3. Презиме
4. Место рођења
5. Датум рођења
6. Пол
7. Матични број
8. Пребивалиште
9. Адреса
10. Датум издавања личне карте
11. Датум истицања личне карте
12. Држављанство
13. Фискални код
14. Потпис